# Cementerio de la Sauceda
El cementerio de La Sauceda es un cementerio ubicado en La Sauceda, en la provincia de Málaga (España).

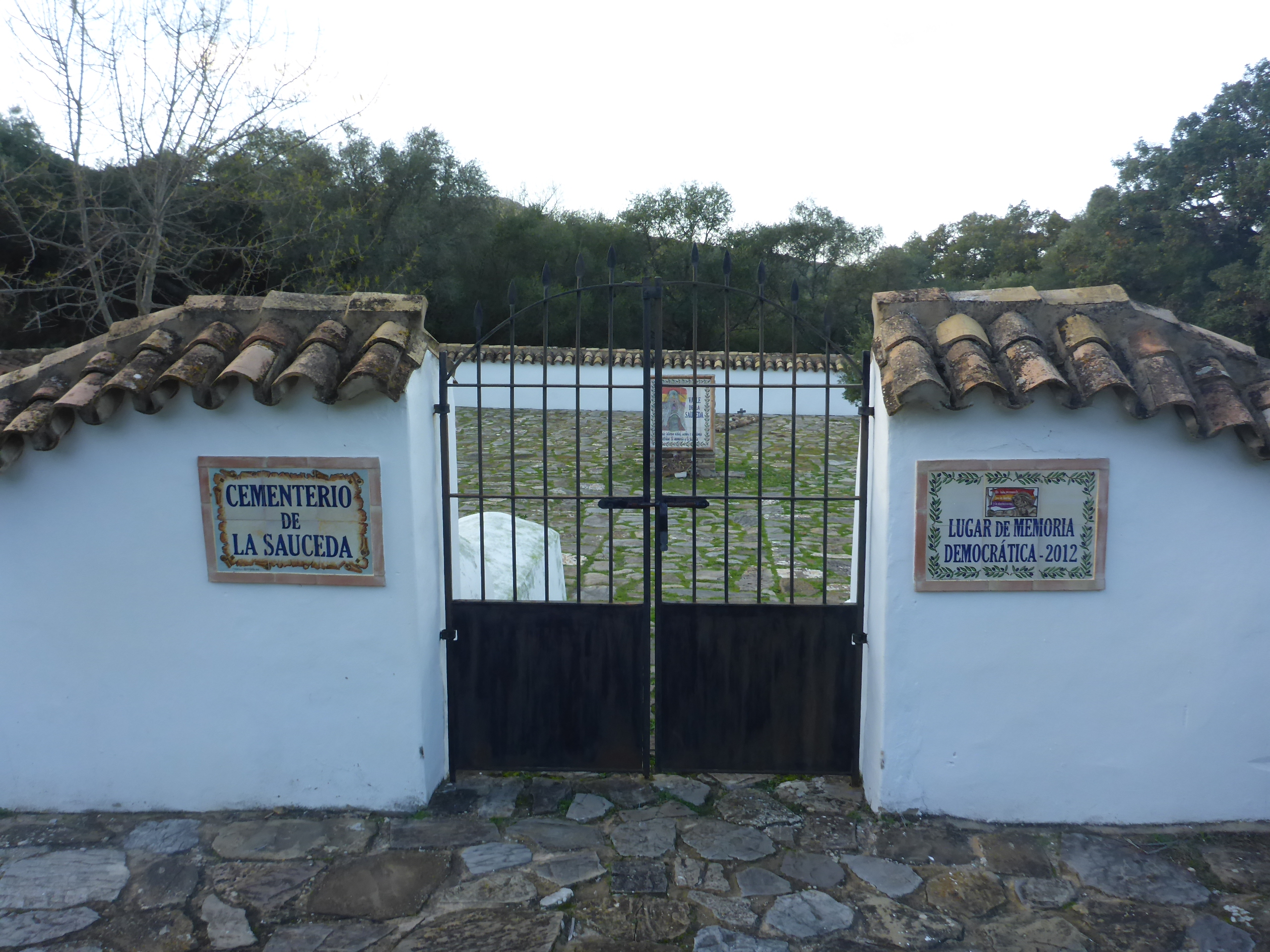
Entrada cementerio

## Monumento
En su interior se halla un monumento levantado en 2012, tras su remodelación, en honor a los represaliados en la matanza de El Marrufo.

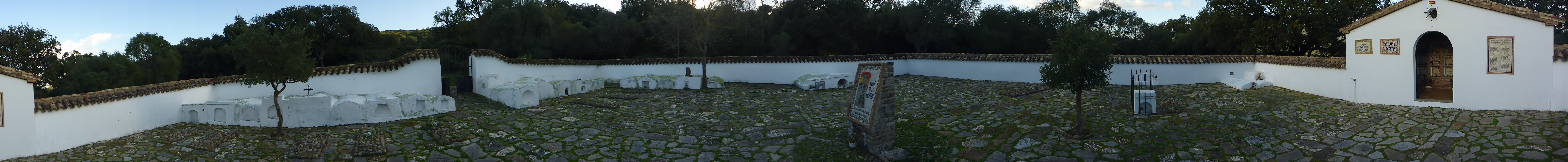
Interior del cementerio